# Verein für Bewegungsspiele Stuttgart 1893 1996-1997
Questa voce raccoglie le informazioni riguardanti il Verein für Bewegungsspiele Stuttgart 1893 nelle competizioni ufficiali della stagione 1996-1997.

## Stagione
Nella stagione 1996-1997 lo Stoccarda, allenato da Joachim Löw, concluse il campionato di Bundesliga al 4º posto. In Coppa di Germania lo Stoccarda vinse la finale con l'Energie Cottbus. In Coppa Intertoto lo Stoccarda fu eliminato nella fase a gironi.

## Rosa
| N. |                        | Ruolo | Calciatore        |
| -- | ---------------------- | ----- | ----------------- |
| 1  | Austria (bandiera)     | P     | Franz Wohlfahrt   |
| 2  | Germania (bandiera)    | D     | Hendrik Herzog    |
| 3  | Germania (bandiera)    | C     | Thorsten Legat    |
| 4  | Germania (bandiera)    | D     | Thomas Berthold   |
| 5  | Paesi Bassi (bandiera) | D     | Frank Verlaat     |
| 7  | Germania (bandiera)    | C     | Matthias Hagner   |
| 8  | Germania (bandiera)    | C     | Marco Haber       |
| 9  | Brasile (bandiera)     | A     | Giovane Élber     |
| 10 | Bulgaria (bandiera)    | C     | Krasimir Balăkov  |
| 11 | Germania (bandiera)    | A     | Fredi Bobic       |
| 12 | Germania (bandiera)    | C     | Danny Schwarz     |
| 14 | Germania (bandiera)    | D     | Thomas Schneider  |
| 15 | Polonia (bandiera)     | A     | Radosław Gilewicz |
| 16 | Germania (bandiera)    | C     | Gerhard Poschner  |

| N. |                                | Ruolo | Calciatore         |
| -- | ------------------------------ | ----- | ------------------ |
| 17 | Germania (bandiera)            | D     | Marco Grimm        |
| 18 | Germania (bandiera)            | D     | Michael Oelkuch    |
| 20 | Croazia (bandiera)             | C     | Zvonimir Soldo     |
| 21 | Germania (bandiera)            | D     | Jochen Endreß      |
| 21 | Svizzera (bandiera)            | C     | Sébastien Fournier |
| 22 | Germania (bandiera)            | C     | Andreas Buck       |
| 23 | Serbia e Montenegro (bandiera) | C     | Kristijan Đorđević |
| 24 | Croazia (bandiera)             | A     | Marijo Marić       |
| 25 | Germania (bandiera)            | P     | Marc Ziegler       |
| 27 | Germania (bandiera)            | P     | Eberhard Trautner  |
| 30 | Germania (bandiera)            | D     | Frank Posch        |
| 33 | Ungheria (bandiera)            | C     | Krisztián Lisztes  |
| 35 | Serbia e Montenegro (bandiera) | A     | Sreto Ristić       |

## Organigramma societario
Area tecnica
- Allenatore: Joachim Löw
- Allenatore in seconda: Rainer Adrion
- Preparatore dei portieri: Jochen Rücker
- Preparatori atletici: Gerhard Wörn

## Calciomercato

### Sessione estiva
| Acquisti | Acquisti           | Acquisti        | Acquisti |
| R.       | Nome               | da              | Modalità |
| -------- | ------------------ | --------------- | -------- |
| P        | Franz Wohlfahrt    | Austria Vienna  |          |
| C        | Kristijan Đorđević | Reutlingen      |          |
| C        | Sébastien Fournier | Sion            |          |
| A        | Marijo Marić       | Ditzingen       |          |
| D        | Frank Posch        | Stoccarda II    |          |
| A        | Sreto Ristić       | Reutlingen      |          |
| C        | Zvonimir Soldo     | Dinamo Zagabria |          |

| Cessioni | Cessioni         | Cessioni           | Cessioni |
| R.       | Nome             | a                  | Modalità |
| -------- | ---------------- | ------------------ | -------- |
| D        | Günther Schäfer  | Arminia Bielefeld  |          |
| C        | Michael Bochtler | St. Pauli          |          |
| A        | Helgi Sigurðsson | TeBe Berlino       |          |
| P        | Thorsten Walther | Fortuna Düsseldorf |          |
| D        | Tobias Büttner   | Ditzingen          |          |
| D        | Slobodan Dubajić | Zeytinburnuspor    |          |
| A        | Axel Kruse       | Hertha Berlino     |          |
| A        | Sascha Maier     | Reutlingen         |          |

### Sessione invernale
| Acquisti | Acquisti          | Acquisti    | Acquisti |
| R.       | Nome              | da          | Modalità |
| -------- | ----------------- | ----------- | -------- |
| C        | Krisztián Lisztes | Ferencváros |          |

| Cessioni | Cessioni    | Cessioni | Cessioni |
| R.       | Nome        | a        | Modalità |
| -------- | ----------- | -------- | -------- |
| D        | Franco Foda | Basilea  |          |

## Risultati

### Bundesliga

#### Girone di andata
| Arbitro: | Fleske |

|                                            |           |  |
| Élber 27’ Hagner 33’ Balăkov 48’ Bobic 74’ | Marcatori |  |

| Arbitro: | Jansen |

|  |           |                        |
|  | Marcatori | 10’ Berthold 85’ Élber |

| Arbitro: | Dardenne |

|                       |           |            |
| Balăkov 50’ Bobic 61’ | Marcatori | 69’ Votava |

| Arbitro: | Buchhart |

|  |           |                                       |
|  | Marcatori | 30’ Balăkov 47’, 60’ Bobic 85’ Hagner |

| Arbitro: | Fröhlich |

|                                               |           |  |
| Schneider 49’ Soldo 51’ Élber 72’ Balăkov 78’ | Marcatori |  |

| Arbitro: | Zerr |

|              |           |                 |
| Herrlich 66’ | Marcatori | 31’ (aut.) Klos |

| Arbitro: | Wack |

|  |           |                |
|  | Marcatori | 83’, 86’ Juran |

| Arbitro: | Berg |

|                      |           |                                               |
| Winkler 11’ Pelé 89’ | Marcatori | 23’, 58’ Élber 25’ Hagner 63’ Soldo 69’ Bobic |

| Arbitro: | Krug |

|                                        |           |                    |
| Bobic 12’ Schneider 39’ Élber 64’, 68’ | Marcatori | 17’, 52’ Decheiver |

| Arbitro: | Strampe |

|                            |           |                       |
| Akpoborie 74’ Baumgart 90’ | Marcatori | 25’ Bobic 38’ Balăkov |

| Leverkusen 18 ottobre 1996, ore 20:00 CEST 11ª giornata | Bayer Leverkusen | 0 – 0 referto | Stoccarda | Ulrich-Haberland-Stadion (21 000 spett.)\| Arbitro: \| Heynemann \| |
| Arbitro:                                                | Heynemann        |               |           |                                                                     |

| Arbitro: | Malbranc |

|                                                 |           |  |
| Bobic 3’, 77’, 85’ Élber 55’ Balăkov 68’ (rig.) | Marcatori |  |

| Arbitro: | Dardenne |

|                   |           |                    |
| Springer 12’, 71’ | Marcatori | 30’ (rig.) Balăkov |

| Arbitro: | Aust |

|                                   |           |           |
| Élber 15’ Hagner 24’ Poschner 31’ | Marcatori | 19’ Közle |

| Arbitro: | Merk |

|                               |           |          |
| Osthoff 7’ Vana 49’ Zeyer 78’ | Marcatori | 1’ Élber |

| Arbitro: | Strampe |

|             |           |                  |
| Verlaat 80’ | Marcatori | 7’ (rig.) Basler |

| Arbitro: | Heynemann |

|                           |           |  |
| Breitkreutz 19’ Reina 68’ | Marcatori |  |

#### Girone di ritorno
| Arbitro: | Steinborn |

|             |           |  |
| Wilmots 39’ | Marcatori |  |

| Arbitro: | Merk |

|           |           |  |
| Bobic 90’ | Marcatori |  |

| Arbitro: | Krug |

|                       |           |                         |
| Herzog 5’ (rig.), 12’ | Marcatori | 10’ Bobic 86’ Schneider |

| Arbitro: | Berg |

|                                     |           |             |
| Élber 3’, 70’ Verlaat 35’ Bobic 37’ | Marcatori | 9’ Hartmann |

| Arbitro: | Kemmling |

|               |           |                                           |
| Steinmann 20’ | Marcatori | 21’, 33’, 86’ Bobic 57’ Élber 89’ Lisztes |

| Arbitro: | Heynemann |

|                                                    |           |           |
| Balăkov 44’ (rig.) Verlaat 45’ Élber 82’ Soldo 84’ | Marcatori | 8’ Reuter |

| Arbitro: | Koop |

|  |           |                                            |
|  | Marcatori | 48’ Balăkov 56’ Hagner 64’ Bobic 88’ Élber |

| Arbitro: | Fleske |

|                    |           |                 |
| Balăkov 13’ (rig.) | Marcatori | 7’ (aut.) Posch |

| Arbitro: | Jansen |

|             |           |              |
| Wassmer 66’ | Marcatori | 64’ Gilewicz |

| Arbitro: | Aust |

|                                               |           |            |
| Bobic 3’ Balăkov 48’, 50’ Élber 71’ Haber 76’ | Marcatori | 87’ Radwan |

| Arbitro: | Steinborn |

|              |           |                        |
| Berthold 75’ | Marcatori | 42’ Sérgio 68’ Kirsten |

| Arbitro: | Fröhlich |

|  |           |            |
|  | Marcatori | 90’ Ristić |

| Arbitro: | Fandel |

|                                |           |  |
| Buck 54’ Balăkov 81’ Élber 89’ | Marcatori |  |

| Arbitro: | Malbranc |

|                          |           |            |
| Michalke 69’ Peschel 79’ | Marcatori | 60’ Hagner |

| Arbitro: | Heynemann |

|  |           |                  |
|  | Marcatori | 52’, 69’ Osthoff |

| Arbitro: | Merk |

|                                                  |           |                       |
| Ziege 20’ Scholl 45’ Rizzitelli 65’ Witeczek 78’ | Marcatori | 17’ Schwarz 51’ Bobic |

| Arbitro: | Aust |

|                                  |           |                    |
| Hagner 22’, 68’, 86’ Verlaat 24’ | Marcatori | 33’ Kuntz 49’ Maul |

### Coppa di Germania
| Arbitro: | Fleischer |

|                             |                      |                    |
| Balăkov Legat Soldo Verlaat | Tiri di rigore 4 – 1 | Lottner de Wit Hey |

| Arbitro: | Wagner |

|                                               |                      |                                                  |
| Mazingu-Dinzey 3’                             | Marcatori            | 13’ Hagner                                       |
| Karl Preetz Kober Mazingu-Dinzey Kruse Arnold | Tiri di rigore 4 – 5 | Berthold Legat Gilewicz Verlaat Wohlfahrt Herzog |

| Arbitro: | Jansen |

|                     |           |  |
| Élber 36’ Bobic 81’ | Marcatori |  |

| Arbitro: | Fandel |

|                                     |                      |                              |
| Spanring 62’                        | Marcatori            | 48’ Bobic                    |
| Schmadtke Spanring Decheiver Sutter | Tiri di rigore 2 – 4 | Verlaat Soldo Foda Wohlfahrt |

| Arbitro: | Dardenne |

|                           |           |              |
| Balăkov 15’ Schneider 60’ | Marcatori | 19’ Hartmann |

| Arbitro: | Steinborn |

|                |           |  |
| Élber 18’, 52’ | Marcatori |  |

### Coppa Intertoto

#### Fase a gironi
| 22 giugno 1996 1ª giornata |  | – Turno di riposo |  |  |

| Arbitro: | Wegereef |

|  |           |              |
|  | Marcatori | 29’ Grønkjær |

| Arbitro: | Hamer |

|            |           |                               |
| Stokes 78’ | Marcatori | 10’, 45’, 87’ Élber 83’ Grimm |

| Arbitro: | Zuppinger |

|  |           |                              |
|  | Marcatori | 36’ Edmilson 89’ Krupniković |

| Arbitro: | Ovchinnikov |

|  |           |                                            |
|  | Marcatori | 45’, 58’ Hagner 54’ Balăkov 70’ Sigurðsson |

## Statistiche

### Statistiche di squadra
| Competizione      | Punti | In casa | In casa | In casa | In casa | In casa | In casa | In trasferta | In trasferta | In trasferta | In trasferta | In trasferta | In trasferta | Totale | Totale | Totale | Totale | Totale | Totale | DR  |
| Competizione      | Punti | G       | V       | N       | P       | Gf      | Gs      | G            | V            | N            | P            | Gf           | Gs           | G      | V      | N      | P      | Gf     | Gs     | DR  |
| ----------------- | ----- | ------- | ------- | ------- | ------- | ------- | ------- | ------------ | ------------ | ------------ | ------------ | ------------ | ------------ | ------ | ------ | ------ | ------ | ------ | ------ | --- |
| Bundesliga        | 61    | 17      | 12      | 2       | 3       | 46      | 17      | 17           | 6            | 5            | 6            | 32           | 23           | 34     | 18     | 7      | 9      | 78     | 40     | +38 |
| Coppa di Germania | -     | 4       | 3       | 1       | 0       | 6       | 1       | 2            | 0            | 2            | 0            | 2            | 2            | 6      | 3      | 3      | 0      | 8      | 3      | +5  |
| Coppa Intertoto   | -     | 1       | 0       | 0       | 1       | 0       | 2       | 2            | 2            | 0            | 0            | 8            | 1            | 3      | 2      | 0      | 1      | 8      | 3      | +5  |
| Totale            | 61    | 22      | 15      | 3       | 4       | 52      | 20      | 21           | 8            | 7            | 6            | 42           | 26           | 43     | 23     | 10     | 10     | 94     | 46     | +48 |

### Andamento in campionato
| Giornata  | 1 | 2 | 3 | 4 | 5 | 6 | 7 | 8 | 9 | 10 | 11 | 12 | 13 | 14 | 15 | 16 | 17 | 18 | 19 | 20 | 21 | 22 | 23 | 24 | 25 | 26 | 27 | 28 | 29 | 30 | 31 | 32 | 33 | 34 |
| --------- | - | - | - | - | - | - | - | - | - | -- | -- | -- | -- | -- | -- | -- | -- | -- | -- | -- | -- | -- | -- | -- | -- | -- | -- | -- | -- | -- | -- | -- | -- | -- |
| Luogo     | C | T | C | T | C | T | C | T | C | T  | T  | C  | T  | C  | T  | C  | T  | T  | C  | T  | C  | T  | C  | T  | C  | T  | C  | C  | T  | C  | T  | C  | T  | C  |
| Risultato | V | V | V | V | V | N | P | V | V | N  | N  | V  | P  | V  | P  | N  | P  | P  | V  | N  | V  | V  | V  | V  | N  | N  | V  | P  | V  | V  | P  | P  | P  | V  |
| Posizione | 1 | 1 | 1 | 1 | 1 | 1 | 2 | 1 | 1 | 1  | 1  | 1  | 2  | 1  | 2  | 3  | 4  | 4  | 4  | 4  | 4  | 3  | 3  | 2  | 4  | 4  | 3  | 4  | 3  | 3  | 3  | 4  | 4  | 4  |

Legenda:

Luogo: C = Casa; T = Trasferta. Risultato: V = Vittoria; N = Pareggio; P = Sconfitta.

### Statistiche dei giocatori
| Giocatore     | Bundesliga | Bundesliga | Bundesliga  | Bundesliga | Coppa di Germania | Coppa di Germania | Coppa di Germania | Coppa di Germania | Coppa Intertoto | Coppa Intertoto | Coppa Intertoto | Coppa Intertoto | Totale   | Totale | Totale      | Totale     |
| Giocatore     | Presenze   | Reti       | Ammonizioni | Espulsioni | Presenze          | Reti              | Ammonizioni       | Espulsioni        | Presenze        | Reti            | Ammonizioni     | Espulsioni      | Presenze | Reti   | Ammonizioni | Espulsioni |
| ------------- | ---------- | ---------- | ----------- | ---------- | ----------------- | ----------------- | ----------------- | ----------------- | --------------- | --------------- | --------------- | --------------- | -------- | ------ | ----------- | ---------- |
| K. Balăkov    | 31         | 13         | 2           | 1          | 5                 | 1                 | 0                 | 0                 | 1               | 1               | 0               | 0               | 37       | 15     | 2           | 1          |
| T. Berthold   | 28         | 2          | 3           | 1          | 3                 | 0                 | 0                 | 1                 | 2               | 0               | 2               | 0               | 33       | 2      | 5           | 2          |
| F. Bobic      | 33         | 19         | 8           | 0          | 5                 | 2                 | 3                 | 0                 | 0               | 0               | 0               | 0               | 38       | 21     | 11          | 0          |
| M. Bochtler   | 0          | 0          | 0           | 0          | 0                 | 0                 | 0                 | 0                 | 1               | 0               | 0               | 0               | 1        | 0      | 0           | 0          |
| A. Buck       | 18         | 1          | 4           | 0          | 2                 | 0                 | 0                 | 0                 | 0               | 0               | 0               | 0               | 20       | 1      | 4           | 0          |
| J. Endreß     | 5          | 0          | 1           | 0          | 0                 | 0                 | 0                 | 0                 | 0               | 0               | 0               | 0               | 5        | 0      | 1           | 0          |
| F. Foda       | 8          | 0          | 2           | 0          | 3                 | 0                 | 1                 | 0                 | 4               | 0               | 1               | 0               | 15       | 0      | 4           | 0          |
| S. Fournier   | 11         | 0          | 2           | 0          | 4                 | 0                 | 0                 | 0                 | 2               | 0               | 0               | 0               | 17       | 0      | 2           | 0          |
| R. Gilewicz   | 21         | 1          | 2           | 0          | 5                 | 0                 | 0                 | 0                 | 4               | 0               | 1               | 0               | 30       | 1      | 3           | 0          |
| M. Grimm      | 11         | 0          | 2           | 0          | 4                 | 0                 | 2                 | 0                 | 2               | 1               | 0               | 0               | 17       | 1      | 4           | 0          |
| M. Haber      | 26         | 1          | 0           | 1          | 3                 | 0                 | 2                 | 0                 | 4               | 0               | 0               | 0               | 33       | 1      | 2           | 1          |
| M. Hagner     | 32         | 9          | 11          | 0          | 6                 | 1                 | 2                 | 0                 | 4               | 2               | 0               | 0               | 42       | 12     | 13          | 0          |
| H. Herzog     | 14         | 0          | 4           | 0          | 2                 | 0                 | 0                 | 0                 | 1               | 0               | 0               | 0               | 17       | 0      | 4           | 0          |
| T. Legat      | 19         | 0          | 5           | 0          | 4                 | 0                 | 1                 | 0                 | 3               | 0               | 0               | 0               | 26       | 0      | 6           | 0          |
| K. Lisztes    | 12         | 1          | 0           | 0          | 0                 | 0                 | 0                 | 0                 | 0               | 0               | 0               | 0               | 12       | 1      | 0           | 0          |
| M. Marić      | 0          | 0          | 0           | 0          | 0                 | 0                 | 0                 | 0                 | 0               | 0               | 0               | 0               | 0        | 0      | 0           | 0          |
| M. Oelkuch    | 1          | 0          | 0           | 0          | 0                 | 0                 | 0                 | 0                 | 3               | 0               | 0               | 0               | 4        | 0      | 0           | 0          |
| F. Posch      | 4          | 0          | 1           | 0          | 0                 | 0                 | 0                 | 0                 | 0               | 0               | 0               | 0               | 4        | 0      | 1           | 0          |
| G. Poschner   | 28         | 1          | 8           | 1          | 6                 | 0                 | 2                 | 0                 | 3               | 0               | 0               | 0               | 37       | 1      | 10          | 1          |
| S. Ristić     | 7          | 1          | 0           | 0          | 0                 | 0                 | 0                 | 0                 | 0               | 0               | 0               | 0               | 7        | 1      | 0           | 0          |
| T. Schneider  | 23         | 3          | 3           | 1          | 6                 | 1                 | 2                 | 1                 | 4               | 0               | 1               | 0               | 33       | 4      | 6           | 2          |
| D. Schwarz    | 7          | 1          | 2           | 0          | 2                 | 0                 | 0                 | 0                 | 1               | 0               | 0               | 0               | 10       | 1      | 2           | 0          |
| G. Schäfer    | 1          | 0          | 0           | 0          | 0                 | 0                 | 0                 | 0                 | 2               | 0               | 1               | 0               | 3        | 0      | 1           | 0          |
| H. Sigurðsson | 0          | 0          | 0           | 0          | 0                 | 0                 | 0                 | 0                 | 4               | 1               | 0               | 0               | 4        | 1      | 0           | 0          |
| Z. Soldo      | 27         | 3          | 8           | 0          | 5                 | 0                 | 2                 | 1                 | 1               | 0               | 0               | 0               | 33       | 3      | 10          | 1          |
| E. Trautner   | 0          | 0          | 0           | 0          | 0                 | 0                 | 0                 | 0                 | 1               | 0               | 0               | 0               | 1        | 0      | 0           | 0          |
| F. Verlaat    | 27         | 4          | 6           | 1          | 6                 | 0                 | 1                 | 0                 | 2               | 0               | 0               | 0               | 35       | 4      | 7           | 1          |
| T. Walther    | 0          | 0          | 0           | 0          | 0                 | 0                 | 0                 | 0                 | 3               | 0               | 0               | 0               | 3        | 0      | 0           | 0          |
| F. Wohlfahrt  | 33         | 0          | 2           | 0          | 6                 | 0                 | 1                 | 0                 | 0               | 0               | 0               | 0               | 39       | 0      | 3           | 0          |
| M. Ziegler    | 1          | 0          | 0           | 0          | 0                 | 0                 | 0                 | 0                 | 1               | 0               | 0               | 1               | 2        | 0      | 0           | 1          |
| G. Élber      | 31         | 17         | 5           | 2          | 6                 | 3                 | 0                 | 1                 | 3               | 3               | 1               | 0               | 40       | 23     | 6           | 3          |
| K. Đorđević   | 5          | 0          | 0           | 0          | 0                 | 0                 | 0                 | 0                 | 0               | 0               | 0               | 0               | 5        | 0      | 0           | 0          |